# Ken Rosewall
Ken Robert Rosewall (Sídney, 2 de noviembre de 1934) es uno de los tenistas más exitosos de la historia del tenis.
En individuales, Rosewall ganó cuatro títulos de Grand Slam en la era amateur y cuatro en el era abierta, alcanzando 16 finales. Además ganó el Abierto Profesional de Francia ocho veces, el Abierto Profesional de Wembley cinco veces, y el Abierto Profesional de Estados Unidos dos veces. En dobles masculinos, ganó 9 títulos de Grand Slam, y en dobles mixtos ganó un Abierto de Estados Unidos.
Un brillante jugador de aspecto frágil y juego no muy potente, pero sí muy eficaz y de increíble movilidad. Rosewall estuvo durante veintiséis años en el Top20, veinte años en el Top10 y, por lo menos durante doce años, como uno de los tres mejores jugadores del mundo. Fue considerado como número uno del mundo en 1961, 1962 y en 1963, época en la que no existían clasificaciones de tenistas como existen en la actualidad. Su gran cuenta pendiente fue lograr el Grand Slam de carrera ya que nunca pudo ganar el Campeonato de Wimbledon, llegando en 4 ocasiones a la final.

## Carrera
Tuvo una carrera fascinante. Rosewall nació en el seno de una familia que jugaba al tenis y poseía canchas de este deporte. Zurdo por naturaleza, fue enseñado a jugar de manera diestra por su padre. Cuando terminó su carrera dijo: "Quizás pudiera haber sido mejor si hubiera aprendido a jugar como zurdo". Quizás gracias a este entrenamiento poco ortodoxo (o a pesar de ello) desarrolló un poderoso y efectivo revés, aunque su servicio nunca dejó de ser débil. Debido a su baja altura y delgadez, fue apodado "Muscles" (músculos) sarcásticamente. De todos modos, era un jugador rápido, ágil e incansable, con una volea mortífera. Su revés con slice era su arma más potente y su revés fue considerado uno de los dos mejores de la historia, junto al de Don Budge. La prensa lo apodó "El pequeño maestro de Sydney".
Con tan solo 18 años, se adjudicó los títulos del Abierto de Australia y Roland Garros en 1953. En 1956, junto al también australiano Lew Hoad ganó el Grand Slam de dobles, ganando los 4 torneos más importantes de ese año. Por muchos años, la dupla fue llamada "Los mellizos de oro en polvo". 
En 1956 Rosewall se convirtió en profesional tras su sorpresiva victoria ante Hoad en el Campeonato de los Estados Unidos (actual Us Open), que le privó a este de conseguir el Grand Slam. Contratado por el extenista Jack Kramer, Rosewall jugó una serie de partidos contra el rey del tenis profesional Pancho Gonzales y fue derrotado por 51 partidos contra 26. Debido a su cambio al profesionalismo, Rosewall no pudo jugar ningún torneo de Grand Slam entre 1957 y 1967, debido a que estos estaban reservados para deportistas amateurs. Durante la mayoría de sus años como profesional fue considerado el mejor pro sobre superficies lentas llegando a ganar 7 French Championships de manera consecutiva.
Antes de entrar al mundo profesional, Rosewall era un jugador de fondo de cancha pero aprendió rápidamente a jugar sobre la red y se convirtió en un maestro en este tipo de juego que lo ayudó a preservar su físico. Gracias a esto Rosewall pudo jugar hasta entrado en los 40.
En 1962 y 1963, con Gonzales semirretirado y con la nueva promesa australiana Rod Laver no en su más alto nivel, Rosewall fue claramente el mejor jugador del mundo. A los 43 años, gracias a la casi ausencia de lesiones en su carrera, se las arreglaba para ganar torneos y mantenerse entre los primeros 15 del planeta.
A pesar de haber sido finalista en cuatro oportunidades, Wimbledon fue el único Grand Slam que se le escapó de las manos. A los 39 años y 310 días se convirtió en el finalista de Grand Slam de mayor edad de la historia, al alcanzar la final del US Open en 1974.
En 1972 jugó los torneos de la serie WCT y llegó hasta la final en el último torneo, el WCT Championship (indoors en Dallas). Allí jugó y ganó uno de los mejores partidos de la historia del tenis, ante una audiencia televisiva sin precedentes, frente a su compatiota Rod Laver por 4-6 6-0 6-3 6-7 7-6(5). El prestigioso especialista de tenis Steve Flink lo ubicó en el puesto n.º 4 en su libro "Los Mejores Partidos de Tenis del Siglo XX".
Gonzales dijo de él: "Se convirtió en un jugador más peligroso a medida que envejecía. Con la excepción de Frank Sedgman y yo, podía dominar a cualquiera. Sus únicas flaquezas eran su drive y su servicio". En su extensa carrera, Ken jugó 111 veces contras Laver de las que ganó 49; 160 veces contra Gonzales, de las que ganó 59 y 70 veces contra Lew Hoad de las que ganó 45.
Es, junto a Pete Sampras y Rafael Nadal, el único jugador en alcanzar títulos de Grand Slam en su adolescencia, en los 20 y en sus 30 años. 
Se ganó el mote de "brazos cortos y bolsillos hondos" por su cuidado para no malgastar dinero.
En los años 1980 fue uno de los participantes (junto a Laver, Emerson y Hoad) que dieron vida al actual Tour de Leyendas.
Tiene cinco hijos y fue incluido en el Salón Internacional de la Fama del tenis en 1980 y en el Salón de la Fama del Tenis Australiano en 1995.

## Copa Davis
Rosewall tiene la increíble hazaña de haber ayudado a su equipo a lograr la Copa Davis de 1973, veinte años después de su primera participación en esta competición. Durante esos años, Rosewall ayudó a Australia a llevarse la ensaladera de plata en varias ocasiones.
En 1953 formó parte en la final contra Estados Unidos en Melbourne en la que Australia triunfó por 3-2. En ella, Ken jugó 2 sencillos perdiendo el primero ante Tony Trabert y ganando el quinto punto que le dio el campeonato a Australia ante Vic Seixas. En 1954 participó también en la final ante Estados Unidos en Sídney aunque esta vez se revirtió la escena y ganaron los norteamericanos 3-2 luego de ponerse 3-0 en ventaja.
En 1955 participó en las 6 series de Australia hacia el título con un total de 12 partidos de sencillos de los cuales ganó 11 y el restante quedó indefinido. Ese año barrieron a Estados Unidos 5-0 en la final en Forest Hills, con los triunfos de Rosewall ante Vic Seixas y Ham Richardson.
1956 fue su última participación antes de convertirse en profesional, lo que lo marginaría de la Copa por muchos años. Ese año participó en la final ante Estados Unidos en la que Australia volvió a barrer por 5-0, esta vez en Adelaida. Rosewall jugó los 2 sencillos y el dobles en la serie final.
No fue hasta 1973 que Ken pudo participar de nuevo en la Copa Davis. Otra vez Australia barrió a Estados Unidos 5-0 en Cleveland y Rosewall participó en las semifinales en las que consiguió una victoria en dobles junto a Laver ante los checos Kodes y Zednik.
1975 fue su última participación en la que contribuyó con dos victorias en sencillos en la serie ante Nueva Zelanda. Ese año Australia perdió en semifinales ante Checoslovaquia.

## Algunos de sus récords
- Jugador más joven en ganar el Abierto de Australia (18 años y 2 meses)
- Jugador más viejo en jugar una final de Grand Slam (US Open 1974)
- Jugador más viejo en ganar un título de Grand Slam (37 años y 2 meses - Australian Open 1972)
- Junto a Lew Hoad, 1 de las 5 parejas en obtener los 4 grandes en el mismo año
- Segundo jugador más viejo en obtener un título en la Era Abierta detrás de Pancho Gonzáles (Hong Kong 1977 con 43 años y 14 días)
- Segundo jugador en sobrepasar el millón de dólares en premios después de Rod Laver
- Sexto jugador con más títulos de Grand Slam (18) (8 sencillos, 8 dobles y 2 dobles mixto)
- Jugador con mayor diferencia de años entre su primer y último Grand Slam (19 años)
- Primer ganador en sencillos de un Grand Slam en la Era Abierta (Abierto de Francia 1968). Ese año se otorgaron 15.000 francos para el ganador del torneo parisino.
- Cuarto en la lista de jugadores con más victorias en el singles del Abierto de Australia junto a Jack Crawford y Andre Agassi con 4 títulos, por detrás de Roger Federer, Roy Emerson y Novak Djokovic
- Uno de 11 jugadores con por lo menos 8 Grand Slam en sencillos
- Segundo jugador con más títulos después de los 30 después de Rod Laver (29 en sencillos)

- Datos: Q312728
- Multimedia: Ken Rosewall / Q312728